# Скіту-Голешть
Скіту-Голешть, Скіту-Голешті (рум. Schitu Golești) — село у повіті Арджеш в Румунії. Входить до складу комуни Скіту-Голешть.
Село розташоване на відстані 119 км на північний захід від Бухареста, 37 км на північ від Пітешть, 134 км на північний схід від Крайови, 70 км на південний захід від Брашова.

## Населення
За даними перепису населення 2002 року у селі проживали 1672 особи. Рідною мовою 1671 особа (99,9%) назвала румунську.
Національний склад населення села:
| Національність | Кількість осіб | Відсоток |
| -------------- | -------------- | -------- |
| румуни         | 1612           | 96,4%    |
| цигани         | 59             | 3,5%     |